# 尹士嘉
尹士嘉（Oscar Francis Wisner.，1858年9月25日—1947年3月）美北长老会传教士，格致书院及岭南学堂监督（1899-1907年）。
1858年9月25日，尹士嘉出生于美国艾奥瓦州威尔顿。1898年，美北长老会差会委任尹士嘉博士担任中国广州的格致书院（Canton Christian College）監督。格致书院由哈巴安德牧师（Andrew P. Happer）开设于1888年，位于广州沙基金利埠（即今六二三路），1890年因哈巴安德回国关闭。1893年香便文（Benjamin C.Henry）重開書院后将其與專注神學的培英學校合併。1899年，尹士嘉受差会差遣抵达广州，3月14日，尹士嘉将格致书院重新独立开设，改设于城内四牌楼（今解放中路）福音堂内。1900年初，格致书院迁址于花埭。同年7月，由于发生义和团运动，尹士嘉将再次开办的学校迁到澳门荷蘭園,1903年5月改名为岭南学堂，并聘请中国人钟荣光為漢文總教習，协办校务。尹士嘉选定广州珠江南岸东部的康乐村为永久校址，1904年，将岭南学堂自澳门迁至广州康乐村。1907年，尹士嘉辞职回国，由晏文士（C.K.Elnlends）继任监督。1924-1928年返回岭南大学任文理学院院长。1947年，尹士嘉在美國加利福利亞州去世，享年88岁。